# Friedrich Mayer (Lehrer)
Friedrich Mayer (* 22. April 1881 in Heimerdingen; † 12. Dezember 1946 in Münsingen (Württemberg)) war ein deutscher Volksschullehrer und Autor pietistischer Schriften.

## Leben
Mayer wurde als Sohn des Webers Friedrich Mayer in Heimerdingen geboren. Er besuchte ab 1895 das Lehrerseminar in Nagold und wurde nach bestandener Volksschuldienstprüfung 1900 Lehrer in Pfahlbronn, 1901 in Böckingen, 1903 in Tübingen und noch im gleichen Jahr in Münsingen, wo er seit 1910 eine ständige Lehrerstelle an der Volksschule bekleidete. Nachdem er bereits 1933 einen Herzinfarkt erlitten hatte, wurde er 1935 in den Ruhestand versetzt.
In Münsingen war Mayer aktives Mitglied der altpietistischen Gemeinschaft und bis zuletzt Leiter der dortigen Hahn’schen Gemeinschaft. Als gläubiger Christ stand er in Gegnerschaft zum Nationalsozialismus und verweigerte beispielsweise im Juni 1940 nach der Flandernschlacht das geforderte Hissen der Hakenkreuzflagge am Gemeinschaftshaus, wofür er drei Wochen in Schutzhaft genommen und in einem Dienststrafverfahren verurteilt wurde. Das Gemeinschaftshaus musste zwangsweise an die NSDAP verkauft werden. 1942 wurde Mayer für den Schuldienst reaktiviert. Ein erneutes Dienststrafverfahren wegen der Weigerung, den deutschen Gruß zu zeigen, endete 1944 mit der Aberkennung eines Teils seines Ruhegehalts. Mayer starb 1946 in Münsingen. Seine letzte Ruhestätte fand er auf dem Friedhof seiner Heimatgemeinde Heimerdingen.

## Veröffentlichungen
Mayer publizierte zahlreiche Schriften im Sinne der Hahn’schen Gemeinschaft, die später durch den Freundeskreis Friedrich Mayers neu herausgegeben wurden.
- Der die Gottlosen gerecht macht. Tägliche Andachten. Veröffentlicht vom Freundeskreis Friedrich Mayers. Metzingen 1996
- Das Leben Jesu. Anmerkungen zu den vier Evangelien Veröffentlicht vom Freundeskreis Friedrich Mayers, 2. Auflage, Metzingen 1989
- Die Gerechtigkeit aus dem Glauben. Metzingen 1986
- In der Schule Jesu: ABC d. heiligen Erkenntnis. Metzingen 1985
- Führungen Gottes im alten Bund: solchen, die Licht über sich selbst suchen. Metzingen 1980
- Der Grund der Propheten. Teil 2: Betrachtungen über die Propheten Jona, Micha und Maleachi. Metzingen 1974
- Die Neuschöpfung. Grundriss d. christl. Erkenntnis dargestellt an Zentralgedanken von Lehrern d. Wahrheit. Metzingen 1972
- Licht auf dunklem Wege. Worte. Metzingen 1956